# Famille Lavigueur
La famille Lavigueur est une famille québécoise ayant fait la manchette au Canada dans les années 1980, après avoir remporté, le 2 avril 1986, un gros lot de 7 650 267 $ CA à la loterie, le lot le plus important jamais décerné par Loto-Québec à l’époque.
Les tribulations de la famille Lavigueur sont entrées dans la culture populaire québécoise, pour diverses raisons :
- une famille pauvre est devenue du jour au lendemain multimillionnaire ;
- un étranger a retrouvé et rapporté le billet de loterie égaré par le père Lavigueur ;
- une des filles du clan Lavigueur (Louise), seule membre de la famille à ne pas avoir participé à l'achat du billet gagnant, a poursuivi son père en justice pour toucher une fraction de la somme gagnée.

## Le gros lot
Les Lavigueur habitent le Centre-Sud, un quartier populaire et défavorisé de Montréal, au Québec. Jean-Guy Lavigueur, contrairement à certaines rumeurs, n'était pas prestataire de l'assistance sociale. Il venait de perdre son emploi après avoir travaillé pendant 36 ans à la United Bedding Company.
Le père de famille élève ses quatre enfants, Sylvie, Yve, Louise et Michel, avec l'aide de son beau-frère Jean-Marie Daudelin, depuis la mort de la mère des enfants, Micheline Daudelin, décédée d'un arrêt cardiaque en 1983. Le couple avait eu également deux autres filles (Manon et Nancy) décédées en bas âge de problèmes cardiaques.
Quelques jours avant le tirage, Jean-Guy Lavigueur égare son portefeuille qui lui sera rendu par un certain William Murphy, de Vancouver, Colombie-Britannique, un homme récemment établi à Montréal et lui aussi chômeur. Il retrouve et remet à son propriétaire le portefeuille contenant le billet de loterie qu'il savait gagnant.
Lorsqu’il se présente au domicile des Lavigueur pour leur remettre le billet gagnant non signé, c’est le fils ainé de la famille, Yve, qui le reçoit et lui refuse l’entrée, ne comprenant pas ce qu’il leur voulait, Murphy s'exprimant uniquement en anglais. Il reviendra une seconde fois pour rencontrer le père.
Les nouveaux millionnaires sont Jean-Guy, Sylvie, Yve et Michel Lavigueur, Jean-Marie Daudelin et William Murphy, avec qui les Lavigueur acceptent de partager. En 1986, Louise Lavigueur, seul membre de la famille n'ayant pas participé à l'achat du billet de Loto 6/49, poursuit son père pour toucher une partie du gros lot.

## Membres de la famille
Louise Lavigueur est décédée d'une insuffisance cardiaque le 7 septembre 1991, à l'âge de 22 ans.
Jean-Marie Daudelin, frère de Micheline Daudelin, qui est surnommé souris, est décédé le 27 juillet 1996 à l'âge de 54 ans.
Le père, Jean-Guy Lavigueur, a succombé à des problèmes respiratoires le 26 novembre 2000 à l'âge de 65 ans,.
Michel Lavigueur, père de deux enfants, est retrouvé par sa conjointe pendu le 11 février 2004, à Longueuil, à l’âge de 32 ans. Selon les sources, il se serait enlevé la vie par peur d'être arrêté par l'escouade anti-motards de l'opération Ouragan dont l'objectif était de démanteler la cellule de Steven « Bull » Bertrand, un proche de Maurice « Mom » Boucher.
Sylvie Lavigueur a ouvert un salon de coiffure. Son frère Yve a publié en 2000 un livre sur leur histoire et aidé à la réalisation d'une télésérie de six épisodes diffusée par la SRC en 2008.

## Culture populaire

### Télévision
- Le 31 décembre 1986, dans le cadre de la revue humoristique de fin d'année Bye Bye 86, Radio-Canada présente un sketch intitulé Le bourgeois gentilhomme Lavigueur, inspiré du Bourgeois gentilhomme de Molière.

- En 1989, Sylvie Lavigueur ouvre son salon de coiffure sous l’œil des caméras de télévision.

- Du 26 et 27 septembre 2005, le nom des Lavigueur refait surface dans les médias alors que leur immense maison de l'île aux Pruches, qui sera par la suite revendue au groupe de motards Hells Angels, est lourdement endommagée par un incendie[7].

- Le 8 janvier 2008, la télévision de Radio-Canada débute la diffusion d'une minisérie de six épisodes intitulée Les Lavigueur, la vraie histoire[8]. Le projet est scénarisé par Jacques Savoie à partir du livre écrit par Yves Lavigueur et réalisé par Sylvain Archambault, réalisateur de la série Le Négociateur. Toutefois, plusieurs personnes se plaignent du manque de véracité de cette série[9].
- Le 12 octobre 2017, un numéro de Complément d'enquête est diffusé à ce sujet sur France 2.

### Bande dessinée
- De 1986 à 1989, le magazine humoristique Croc publie mensuellement une bande dessinée satirique intitulée Les Ravibreur, se moquant de la famille nouvellement célèbre et la dépeignant comme un groupe de personnes sans éducation et simples d'esprit. La physionomie du personnage principal est facilement reconnaissable comme une caricature de Jean-Guy Lavigueur.

### Cinéma
À partir de 1989, trois films néerlandais (Flodder, Flodder in Amerika! et Flodder 3) sont traduits en joual, au Québec, et coiffés des titres français Les Lavigueur déménagent, Les Lavigueur redéménagent et Les Lavigueur, le retour. Ces comédies n'ont toutefois rien à voir avec la famille réelle ou les évènements qu'ils ont vécus, mis à part le fait qu'il s'agit de l'histoire d'une famille pauvre qui déménage dans un quartier riche dans le premier film. Ces films ont contribué à entretenir envers les vrais Lavigueur l'image d'une famille odieuse et sans éducation. En Espagne, un téléfilm a été tourné sur la vie de la famille : El Gordo: Una historia verdadera.